# بنگت ساموئلسون
بنگت ساموئلسون (زادهٔ ۲۱ مه ۱۹۳۴ – درگذشتهٔ ۷ ژوئیه ۲۰۲۴) زیست‌شیمی‌دان اهل سوئد بود. او در هالمستاد در جنوب غربی سوئد زاده شد و در دانشگاه استکهلم درس خواند جایی که در سال ۱۹۶۷ استاد آن شد. او در سال ۱۹۸۲ به‌همراه جان وین و سونه بریسترم به‌خاطر کشفیاتشان درباره پروستاگلاندین و مواد فعال زیستیِ مرتبط با آن، برنده جایزه نوبل فیزیولوژی و پزشکی شد.